# Saison 2017-2018 du MC Alger
Maillots
Chronologie
Saison précédente Saison suivante
Cet article traite de la saison 2017-2018 du Mouloudia Club d'Alger. Le club est engagé en championnat d'Algérie, Coupe d'Algérie, Coupe de la confédération et Ligue des champions.

## Compétitions

### Ligue 1

#### Rencontres
| Date                              | J   | Adversaire         | Lieu                                       | Résultat | Buteurs pour le MCA                                |               |               |               |               |               |               |
| MATCHS ALLER                      |     |                    |                                            |          |                                                    |               |               |               |               |               |               |
| 25 aout 2017                      | 1re | US Biskra          | Stade du 18-Février d'el-alia , (Biskra)   | 0-1      | Nekkache 25e                                       |               |               |               |               |               |               |
| 9 septembre 2017                  | 2e  | ES Sétif           | Stade Omar-Hamadi, (Alger)                 | 1-1      | Azzi 25e                                           |               |               |               |               |               |               |
| 12 septembre 2017                 | 3e  | CR Belouizdad      | Stade du 5-Juillet-1962, (Alger)           | 0-2      | /                                                  |               |               |               |               |               |               |
| 03 octobre 2017* match retard *   | 4e  | Olympique de Médéa | Stade Omar-Hamadi, (Alger)                 | 0-0      | /                                                  |               |               |               |               |               |               |
| 29 septembre 2017                 | 5e  | CS Constantine     | Stade Chahid-Hamlaoui, (Constantine)       | 0-1      | /                                                  |               |               |               |               |               |               |
| 17 octobre 2017                   | 6e  | MC Oran            | Stade Ahmed-Zabana, (Oran)                 | 0-0      | /                                                  |               |               |               |               |               |               |
| 28 novembre 2017 * match retard * | 7e  | USM Alger          | Stade du 5-Juillet-1962, (Alger)           | 0-2      | /                                                  |               |               |               |               |               |               |
| 21 octobre 2017                   | 8e  | JS Kabylie         | Stade Omar-Hamadi, (Alger)                 | 2-0      | Derrardja 19e , 63e                                |               |               |               |               |               |               |
| 28 octobre 2017.                  | 9e  | USM Blida          | Stade des Frères-Brakni, (Blida)           | 2-1      | Nekkache 8e ,Hachoud 88e                           |               |               |               |               |               |               |
| 3 novembre 2017.                  | 10e | Paradou AC         | Stade Omar-Hamadi, (Alger)                 | 2-1      | Balegh 23e ,Derrardja 53e                          |               |               |               |               |               |               |
| 10 novembre 2017                  | 11e | NA Hussein Dey     | Stade du 5-Juillet-1962, (Alger)           | 0-1      | /                                                  |               |               |               |               |               |               |
| 17 novembre 2017                  | 12e | DRB Tadjenanet     | Stade Omar-Hamadi, (Alger)                 | 2-1      | Hachoud 11e ,Boudebouda 64e                        |               |               |               |               |               |               |
| 02 decembre 2017                  | 13e | USM Bel-Abbès      | Stade du 24-Février-1956, (Sidi Bel Abbès) | 1-1      | Hachoud 32e                                        |               |               |               |               |               |               |
| 07 decembre 2017                  | 14e | USM El Harrach     | Stade du 5-Juillet-1962, (Alger)           | 2-0      | Hachoud 64e ,Bendebka 65e                          |               |               |               |               |               |               |
| 15 decembre 2017.                 | 15e | JS Saoura          | Stade du 20-Août-1955, (Béchar)            | 1-1      | El Mouaden 65e                                     |               |               |               |               |               |               |
| 06 janvier 2018                   | 16e | US Biskra          | Stade Omar-Hamadi, (Alger)                 | 2-0      | Bendebka 19e, Hachoud 74e                          | MATCHS RETOUR | MATCHS RETOUR | MATCHS RETOUR | MATCHS RETOUR | MATCHS RETOUR | MATCHS RETOUR |
| 20 janvier 2017                   | 17e | ES Sétif           | Stade du 8-Mai-1945, (Sétif)               | 2-1      | Souibaa 11e, Nekkache 80e                          |               |               |               |               |               |               |
| 27 janvier 2018                   | 18e | CR Belouizdad      | Stade du 5-Juillet-1962, (Alger)           | 0-0      | /                                                  |               |               |               |               |               |               |
| 6 fevrier 2018                    | 19e | Olympique de Médéa | Stade Imam-Lyes, (Médéa)                   | 0-1      | /                                                  |               |               |               |               |               |               |
| 16 février 2018                   | 20e | CS Constantine     | Stade du 5-Juillet-1962, (Alger)           | 3-0      | Souibaa 6e, Bendebka 27e, Amada 76e                |               |               |               |               |               |               |
| 24 fevrier 2018                   | 21e | USM Alger          | Stade du 5-Juillet-1962, (Alger)           | 2-2      | Bendebka 76e, Hachoud 71e                          |               |               |               |               |               |               |
| 12 mars 2018                      | 22e | MC Oran            | Stade du 5-Juillet-1962, (Alger)           | 4-0      | Nekkache 3e, Bendebka 41e, Souibaa 46e, Balegh 89e |               |               |               |               |               |               |
| 3 avril 2018* match retard *      | 23e | JS Kabylie         | Stade du 1er-Novembre-1954                 | 3-1      | Derrardja 21e                                      |               |               |               |               |               |               |
| 30 mars 2018                      | 24e | USM Blida          | Stade du 5-Juillet-1962, (Alger)           | 4-1      | Hachoud 12e, Derrardja 62e 68e, Souibaa 73e        |               |               |               |               |               |               |
| 7 avril 2018                      | 25e | Paradou AC         |                                            | 1-5      | Souibaa 7e, Derrardja 14e 38e, Balegh 92e          |               |               |               |               |               |               |
| 20 avril 2018                     | 26e | NA Hussein Dey     | Stade du 5-Juillet-1962, (Alger)           | 1-2      | Bendebka 72e                                       |               |               |               |               |               |               |
| 24 avril 2018                     | 27e | DRB Tadjenanet     |                                            | 1-1      | Derrardja 94e                                      |               |               |               |               |               |               |
| 27 avril 2018                     | 28e | USM Bel-Abbès      | Stade Omar-Hamadi, (Alger)                 | 2-1      | Derrardja 57e                                      |               |               |               |               |               |               |
| 11 mai 2018                       | 29e | USM El Harrach     |                                            | 2-0      |                                                    |               |               |               |               |               |               |
| 19 mai 2018                       | 30e | JS Saoura          | Stade du 5-Juillet-1962, (Alger)           | 1-4      | Bendebka 24e                                       |               |               |               |               |               |               |

### Classement
| Rang | Équipe         | Pts | J  | G  | N  | P  | Bp | Bc | Diff | Qualification ou relégation                       |
| ---- | -------------- | --- | -- | -- | -- | -- | -- | -- | ---- | ------------------------------------------------- |
| 3    | NA Hussein Dey | 49  | 30 | 11 | 16 | 3  | 36 | 24 | +12  | Qualification pour la Coupe de la confédération   |
| 4    | MC Oran        | 45  | 30 | 12 | 9  | 9  | 40 | 36 | +4   |                                                   |
| 5    | MC Alger       | 44  | 30 | 12 | 8  | 10 | 41 | 32 | +9   | Qualification pour le Championnat arabe des clubs |
| 6    | USM Alger      | 42  | 30 | 11 | 9  | 10 | 43 | 35 | +8   | Qualification pour le Championnat arabe des clubs |
| 7    | Paradou AC P   | 42  | 30 | 12 | 6  | 12 | 35 | 30 | +5   | Qualification pour le Championnat arabe des clubs |

### Coupe d'Algérie
| Date             | Tour           | Adversaire          | Stade (ville)                 | Résultat    | Buteurs pour le MCA                       |
| 30 decembre 2017 | 32e de finale  | w a tlemcen (d2)    | stade 5 juillet 62 alger      | 4-0         | souibaa 17 . nekkache 36 . 90 .balegh 45. |
| 13 janvier 2018  | 1/16 de finale | amel boussaada (d2) | stade communal de bousaada    | 1-0         | nekkache 71.                              |
| 1er fevrier 2018 | 1/8 de finale  | c r belouizdad (d1) | stade 5 juillet 62 alger      | 2-1ap       | derrardja 40 . 98.                        |
| 2 mars 2018.     | 1/4 de finale  | m o béjaia (d 2)    | stade 5 juillet alger         | 2-0         | azzi 22 . mebarakou 76.                   |
|                  | 1/2 finale     | JS Kabylie (D1)     | Stade de Hamlaoui Constantine | 0-0 T.B 4-5 |                                           |

### Coupe de la confédération
| Date                     | Tour          | Tour   | Adversaire               | Stade (ville)                          | Résultat | Buteurs pour le MCA                                                                         |
| 16 septembre 2017        | 1/4 de finale | Aller  | Club africain            | Stade du 5-Juillet-1962, (Alger)       | 1-0      | nekkache 9.                                                                                 |
| 24 septembre 2017        | 1/4 de finale | Retour | Club africain            | Stade olympique de Radès, (Tunis)      | 0-2      | /                                                                                           |
|                          |               |        |                          |                                        |          |                                                                                             |
| Ligue des champions 2018 | ****          | ***    | ****                     | *****                                  | *****    | *****************                                                                           |
| 11 fevrier 2018          | 1er tour      | aller  | a s otoho (congo)        | stade marien n'gouabi d'owando (congo) | 0-2      | -                                                                                           |
| 21 fevrier 2018          | 1er tour      | retour | a s otoho                | stade 5 juillet 62 alger               | 9-0      | derrardja 6 sp . nekkache 23 .62 . 67 .82 . souibaa 33 . amada 46 . hachoud 70 . balegh 78. |
| 7 mars 2018              | 2e tour       | aller  | m f m f c lagos (nigeria | stade agege stadium de lagos           | 1-2      | amachi 56                                                                                   |
| 17 mars 2018             | 2e tour       | retour | mfm fc lagos (nigeria)   | stade 5 juillet 62 alger               | 6-0      | Bendebka 2.Derradji 11.Nekkache 20.55 .Karaoui 30.Amada 90.                                 |

### Statistiques individuelles
(Mis à jour le 25 aout 2017)
| Poste | Nat. | Nom            | Ligue 1 | Ligue 1     | Ligue 1        | Ligue 1 | Ligue 1      | Coupe | Coupe       | Coupe          | Coupe  | Coupe        | Coupe de la confédération | Coupe de la confédération | Coupe de la confédération | Coupe de la confédération | Coupe de la confédération | Ligue des champions | Ligue des champions | Ligue des champions | Ligue des champions | Ligue des champions | Total | Total       | Total          | Total  | Total        |
| Poste | Nat. | Nom            | M.j.    | But inscrit | Passe décisive | Averti  | Carton rouge | M.j.  | But inscrit | Passe décisive | Averti | Carton rouge | M.j.                      | But inscrit               | Passe décisive            | Averti                    | Carton rouge              | M.j.                | But inscrit         | Passe décisive      | Averti              | Carton rouge        | M.j.  | But inscrit | Passe décisive | Averti | Carton rouge |
| ----- | ---- | -------------- | ------- | ----------- | -------------- | ------- | ------------ | ----- | ----------- | -------------- | ------ | ------------ | ------------------------- | ------------------------- | ------------------------- | ------------------------- | ------------------------- | ------------------- | ------------------- | ------------------- | ------------------- | ------------------- | ----- | ----------- | -------------- | ------ | ------------ |
| G     |      | Chaouchi       | 1       | 0           | 0              | 1       | 0            | 0     | 0           | 0              | 0      | 0            | 0                         | 0                         | 0                         | 0                         | 0                         | 0                   | 0                   | 0                   | 0                   | 0                   | 1     | 0           | 0              | 1      | 0            |
| G     |      | Chaâl          | 0       | 0           | 0              | 0       | 0            | 0     | 0           | 0              | 0      | 0            | 0                         | 0                         | 0                         | 0                         | 0                         | 0                   | 0                   | 0                   | 0                   | 0                   | 0     | 0           | 0              | 0      | 0            |
| D     |      | Hachoud        | 0       | 0           | 0              | 0       | 0            | 0     | 0           | 0              | 0      | 0            | 0                         | 0                         | 0                         | 0                         | 0                         | 0                   | 0                   | 0                   | 0                   | 0                   | 0     | 0           | 0              | 0      | 0            |
| D     |      | Boudebouda     | 0       | 0           | 0              | 0       | 0            | 0     | 0           | 0              | 0      | 0            | 0                         | 0                         | 0                         | 0                         | 0                         | 0                   | 0                   | 0                   | 0                   | 0                   | 0     | 0           | 0              | 0      | 0            |
| D     |      | Boulakhoua     | 1       | 0           | 0              | 0       | 0            | 0     | 0           | 0              | 0      | 0            | 0                         | 0                         | 0                         | 0                         | 0                         | 0                   | 0                   | 0                   | 0                   | 0                   | 1     | 0           | 0              | 0      | 0            |
| D     |      | Mebarakou      | 0       | 0           | 0              | 0       | 0            | 0     | 0           | 0              | 0      | 0            | 0                         | 0                         | 0                         | 0                         | 0                         | 0                   | 0                   | 0                   | 0                   | 0                   | 0     | 0           | 0              | 0      | 0            |
| D     |      | Azzi           | 1       | 0           | 0              | 0       | 0            | 0     | 0           | 0              | 0      | 0            | 0                         | 0                         | 0                         | 0                         | 0                         | 0                   | 0                   | 0                   | 0                   | 0                   | 1     | 0           | 0              | 0      | 0            |
| D     |      | Demmou         | 1       | 0           | 0              | 0       | 0            | 0     | 0           | 0              | 0      | 0            | 0                         | 0                         | 0                         | 0                         | 0                         | 0                   | 0                   | 0                   | 0                   | 0                   | 1     | 0           | 0              | 0      | 0            |
| D     |      | Bouhenna       | 1       | 0           | 0              | 0       | 0            | 0     | 0           | 0              | 0      | 0            | 0                         | 0                         | 0                         | 0                         | 0                         | 0                   | 0                   | 0                   | 0                   | 0                   | 1     | 0           | 0              | 0      | 0            |
| M     |      | Karaoui        | 1       | 0           | 0              | 1       | 0            | 0     | 0           | 0              | 0      | 0            | 0                         | 0                         | 0                         | 0                         | 0                         | 0                   | 0                   | 0                   | 0                   | 0                   | 1     | 0           | 0              | 1      | 0            |
| M     |      | Amada          | 1       | 0           | 0              | 0       | 0            | 0     | 0           | 0              | 0      | 0            | 0                         | 0                         | 0                         | 0                         | 0                         | 0                   | 0                   | 0                   | 0                   | 0                   | 1     | 0           | 0              | 0      | 0            |
| M     |      | C. El-Ouazzani | 1       | 0           | 0              | 0       | 0            | 0     | 0           | 0              | 0      | 0            | 0                         | 0                         | 0                         | 0                         | 0                         | 0                   | 0                   | 0                   | 0                   | 0                   | 1     | 0           | 0              | 0      | 0            |
| M     |      | El Mouden      | 1       | 0           | 0              | 1       | 0            | 0     | 0           | 0              | 0      | 0            | 0                         | 0                         | 0                         | 0                         | 0                         | 0                   | 0                   | 0                   | 0                   | 0                   | 1     | 0           | 0              | 1      | 0            |
| M     |      | Bendebka       | 0       | 0           | 0              | 0       | 0            | 0     | 0           | 0              | 0      | 0            | 0                         | 0                         | 0                         | 0                         | 0                         | 0                   | 0                   | 0                   | 0                   | 0                   | 0     | 0           | 0              | 0      | 0            |
| M     |      | Bramki         | 0       | 0           | 0              | 0       | 0            | 0     | 0           | 0              | 0      | 0            | 0                         | 0                         | 0                         | 0                         | 0                         | 0                   | 0                   | 0                   | 0                   | 0                   | 0     | 0           | 0              | 0      | 0            |
| M     |      | Kasdi          | 0       | 0           | 0              | 0       | 0            | 0     | 0           | 0              | 0      | 0            | 0                         | 0                         | 0                         | 0                         | 0                         | 0                   | 0                   | 0                   | 0                   | 0                   | 0     | 0           | 0              | 0      | 0            |
| M     |      | Mansouri       | 1       | 0           | 0              | 0       | 0            | 0     | 0           | 0              | 0      | 0            | 0                         | 0                         | 0                         | 0                         | 0                         | 0                   | 0                   | 0                   | 0                   | 0                   | 1     | 0           | 0              | 0      | 0            |
| M     |      | Derrardja      | 0       | 0           | 0              | 0       | 0            | 0     | 0           | 0              | 0      | 0            | 0                         | 0                         | 0                         | 0                         | 0                         | 0                   | 0                   | 0                   | 0                   | 0                   | 0     | 0           | 0              | 0      | 0            |
| A     |      | Balegh         | 0       | 0           | 0              | 0       | 0            | 0     | 0           | 0              | 0      | 0            | 0                         | 0                         | 0                         | 0                         | 0                         | 0                   | 0                   | 0                   | 0                   | 0                   | 0     | 0           | 0              | 0      | 0            |
| A     |      | Aouedj         | 1       | 0           | 1              | 1       | 0            | 0     | 0           | 0              | 0      | 0            | 0                         | 0                         | 0                         | 0                         | 0                         | 0                   | 0                   | 0                   | 0                   | 0                   | 1     | 0           | 1              | 1      | 0            |
| A     |      | Seguer         | 1       | 0           | 0              | 0       | 0            | 0     | 0           | 0              | 0      | 0            | 0                         | 0                         | 0                         | 0                         | 0                         | 0                   | 0                   | 0                   | 0                   | 0                   | 1     | 0           | 0              | 0      | 0            |
| A     |      | Gourmi         | 0       | 0           | 0              | 0       | 0            | 0     | 0           | 0              | 0      | 0            | 0                         | 0                         | 0                         | 0                         | 0                         | 0                   | 0                   | 0                   | 0                   | 0                   | 0     | 0           | 0              | 0      | 0            |
| A     |      | Ammachi        | 1       | 0           | 0              | 0       | 0            | 0     | 0           | 0              | 0      | 0            | 0                         | 0                         | 0                         | 0                         | 0                         | 0                   | 0                   | 0                   | 0                   | 0                   | 1     | 0           | 0              | 0      | 0            |
| A     |      | Barnabas       | 0       | 0           | 0              | 0       | 0            | 0     | 0           | 0              | 0      | 0            | 0                         | 0                         | 0                         | 0                         | 0                         | 0                   | 0                   | 0                   | 0                   | 0                   | 0     | 0           | 0              | 0      | 0            |
| A     |      | Nekkache       | 1       | 1           | 0              | 0       | 0            | 0     | 0           | 0              | 0      | 0            | 0                         | 0                         | 0                         | 0                         | 0                         | 0                   | 0                   | 0                   | 0                   | 0                   | 1     | 1           | 0              | 0      | 0            |

## Meilleurs buteurs; mise ajour ;13 mars 2018.
| Rang | Joueur     | Ligue 1 professionnel | Coupe d'Algérie | Coupe de la confédération | Ligue des champions | Total |
| ---- | ---------- | --------------------- | --------------- | ------------------------- | ------------------- | ----- |
| 1    | Nekkache   | 4                     | 3               | 1                         | 4                   | 12    |
| 2    | hachoud    | 6                     |                 |                           | 1                   | 7     |
| 3    | derrardja  | 3                     | 2               |                           | 1                   | 6     |
| 4    | bendebka   | 5                     |                 |                           |                     | 5     |
| 5    | balegh     | 2                     | 1               |                           | 1                   | 4     |
| 6    | souibaa    | 3                     | 1               |                           | 1                   | 5     |
| 7    | azzi       | 1                     | 1               |                           |                     | 2     |
| 8    | boudebouda | 1                     |                 |                           |                     | 1     |
| 9    | el-moudéne | 1                     |                 |                           |                     | 1     |
| 10   | amada      | 1                     | 1               |                           | 1                   | 2     |
| 11   | mebarakou  |                       | 1               |                           |                     | 1     |
| 12   | amachi     |                       |                 |                           | 1                   | 1     |
| *    | total      | 27 buts               | 10 buts         | 1 but                     | 10                  | 48    |

## Meilleurs passeurs décisifs
| Rang | Joueur | Ligue 1 professionnel | Coupe d'Algérie | Coupe de la confédération | Ligue des champions | Total |
| ---- | ------ | --------------------- | --------------- | ------------------------- | ------------------- | ----- |
| 1    | Aouedj | 1                     | 0               |                           |                     | 1     |